# Zakrzewo (powiat chełmiński)
Zakrzewo – wieś w Polsce położona w województwie kujawsko-pomorskim, w powiecie chełmińskim, w gminie Stolno na obszarze historycznej ziemi chełmińskiej.
W latach 1975–1998 miejscowość administracyjnie należała do województwa toruńskiego.

## Historia
Miejscowość w średniowieczu (XIV wiek) przeszła na własność prokuratora papowskiego (z Papowa Biskupiego).
W drugiej połowie XVI wieku wieś przeszła do dekanatu chełmińskiego.
W latach 1939 - 1942 dotychczasową nazwą wsi było Zakrzewo, lecz po przeprowadzonej zamianie nazw miejscowości w Okręgu Rzeszy Gdańsk-Prusy Zachodnie, w latach 1942 - 1945 nazywała się Scharkau. Pod okupacją niemiecką miejscowość ta posiadała statu wieś. W latach 1939–1945 położona była w okręgu Rzeszy Gdańsk-Prusy Zachodnie, w rejencji bydgoskiej (Regierungsbezirk Bromberg), w powiecie Chełmno (Kreis Kulm).